# Lood (massa)
Lood (ook wel Loot) is een historische maat voor massa. Een lood was 1/32 van een traditioneel pond.
Het lood werd afgeschaft bij de invoering van het decimale stelsel. Het begrip komt nu alleen nog voor in het oud Nederlandse spreekwoord: Vrienden in de nood, honderd in een lood.
Een lood was ongeveer 15 gram maar na de invoering van het Nederlands metriek stelsel in 1816 werd de aanduiding 'Nederlands lood' gebruikt voor 10 gram, tot de afschaffing van dit stelsel in 1870.